# Miyamoto Shigeru
Miyamoto Shigeru (宮本 茂 Cung Bản Mậu) (phát âm [mijamoto ɕiɡeɾɯ], sinh ngày 16 tháng 11 năm 1952) là một nam nhà thiết kế sản xuất kiêm giám đốc sáng tạo trò chơi điện tử người Nhật Bản. Là một trong những giám đốc đại diện tại Nintendo, ông là người sáng tạo ra một số thương hiệu nằm trong số những trò chơi điện tử được hoan nghênh nhất và bán chạy nhất mọi thời đại, bao gồmMario và The Legend of Zelda.
Sinh ra tại Sonobe, Kyoto, Nhật Bản, Miyamoto tốt nghiệp Đại học Nghệ thuật Kanazawa. Ban đầu ông theo đuổi sự nghiệp là một họa sĩ manga, cho đến khi phát hiện niềm yêu thích với trò chơi điện tử. Với sự giúp đỡ của cha mình, ông gia nhập Nintendo năm 1977 sau khi gây ấn tượng với chủ tịchYamauchi Hiroshi bằng đồ chơi của ông. Ông đã giúp tạo ra hình ảnh nghệ thuật cho trò chơi arcade Sheriff, và sau đó được giao nhiệm vụ thiết kế một trò chơi arcade mới, dẫn đến sự ra đời của Donkey Kong (1981).
Trò chơi nền tảng của Miyamoto là Super Mario Bros. (1985) và trò chơi phiêu lưu hành động The Legend of Zelda (1986) đã giúp Nintendo Entertainment System thống trị thị trường game console. Các trò chơi của ông đã trở thành flagship cho mọi máy chơi trò chơi điện tử của Nintendo, từ máy game thùng của cuối thập niên 1970 cho đến ngày nay. Ông quản lý bộ phận phần mềm Entertainment Analysis & Development, nơi đã phát triển nhiều trò chơi Nintendo. Sau khi chủ tịch Nintendo là Iwata Satoru qua đời tháng 7 năm 2015, Miyamoto trở thành quyền chủ tịch cùng với Takeda Genyo cho đến khi ông chính thức được bổ nhiệm làm "Creative Fellow" vài tháng sau đó.

## Thời niên thiếu

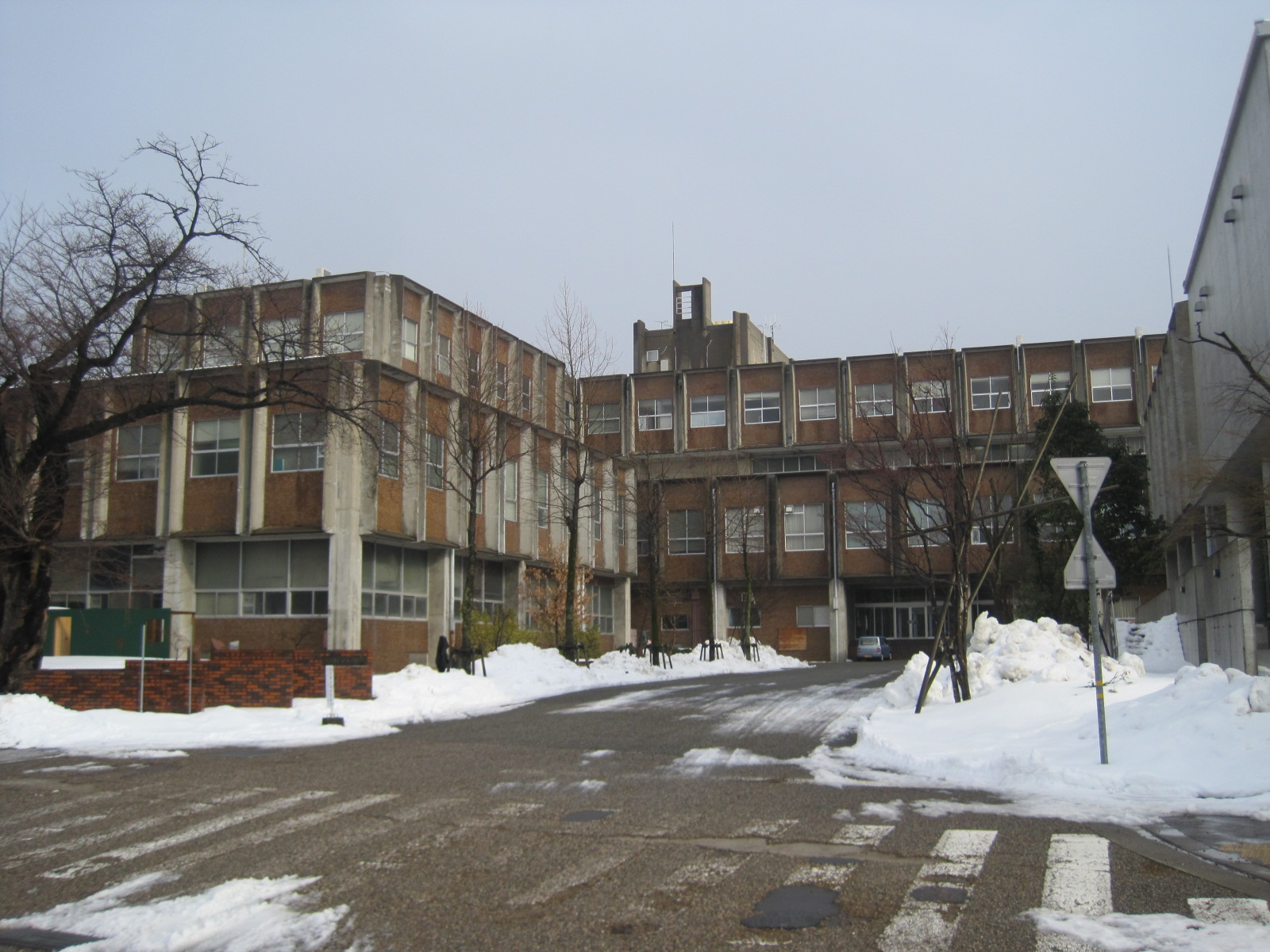
Miyamoto tốt nghiệp Đại học Nghệ thuật Kanazawa ở Tỉnh Ishikawa

Miyamoto sinh ngày 16 tháng 11 năm 1952 tại thị trấn Sonobe, Nhật Bản. Cha mẹ ông là những người "khiêm tốn", và cha là người dạy tiếng Anh cho ông.
Ngay từ khi còn nhỏ, Miyamoto đã bắt đầu khám phá các khu vực tự nhiên xung quanh nhà mình. Trong một lần  thám hiểm này, ông phát hiện ra một hang động, và sau nhiều ngày do dự, ông quyết định đi vào trong. Những chuyến thám hiểm xung quanh vùng nông thôn Kyoto đã truyền cảm hứng cho những tác phẩm sau này của ông, đặc biệt là trò chơi điện tử nổi tiếng The Legend of Zelda.
Miyamoto tốt nghiệp trường Đại học Nghệ thuật Kanazawa với bằng thiết kế công nghiệp. Ban đầu ông rất yêu manga và hy vọng trở thành một họa sĩ truyện tranh chuyên nghiệp trước khi tính đến bước ngoặt sự nghiệp trong ngành trò chơi điện tử. Ông bị ảnh hưởng bởi cấu trúc tường thuật kishōtenketsu cổ điển trong manga, cũng như các chương trình truyền hình phương Tây. Tựa game đã thôi thúc ông bước vào ngành công nghiệp trò chơi điện tử là tựa game arcade đình đám năm 1978, Space Invaders.

### 1990–2000: SNES, Nintendo 64, Super Mario 64, và Ocarina of Time

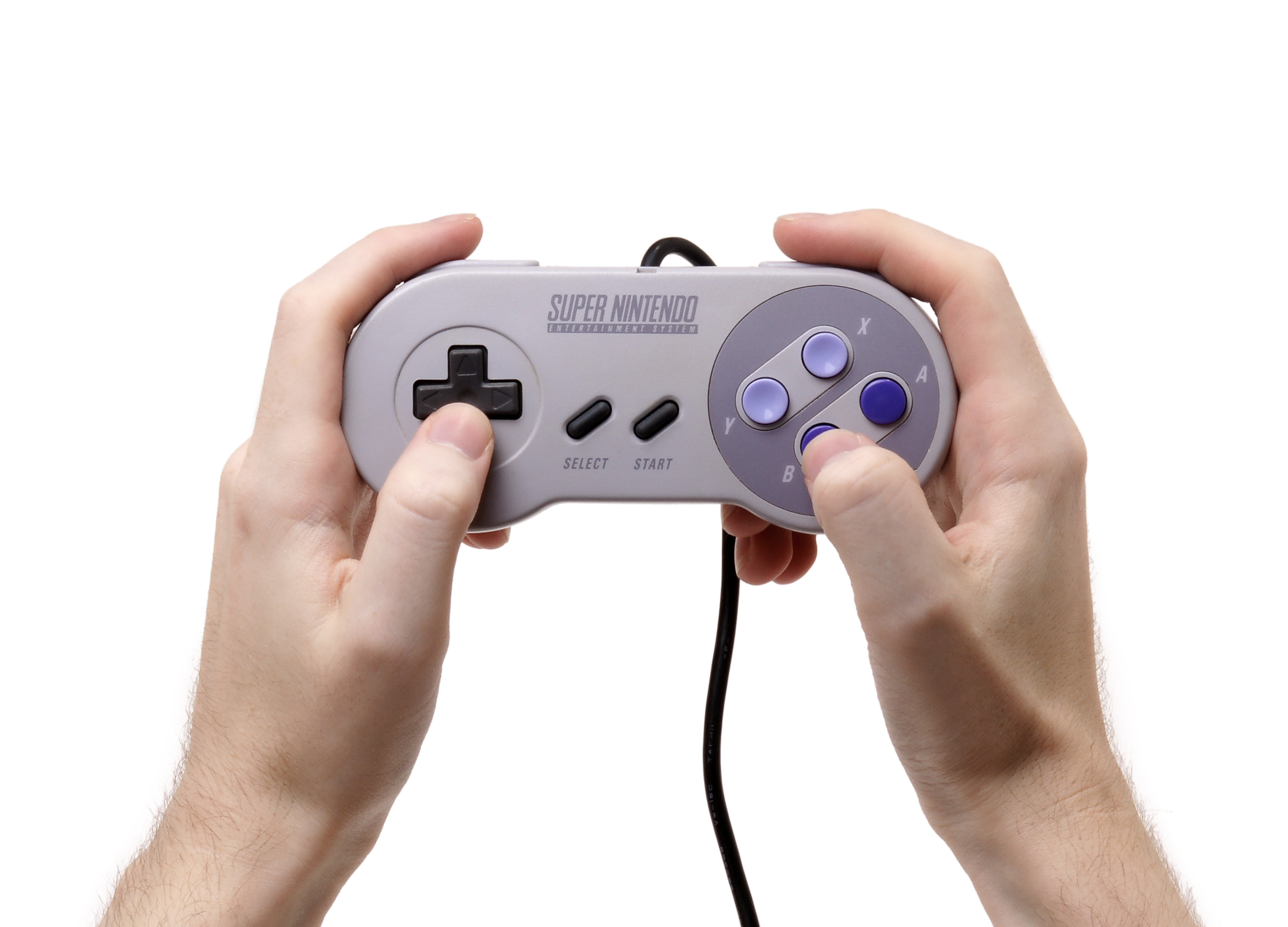
Miyamoto chịu trách nhiệm thiết kế bộ điều khiển của Super Famicom/Nintendo. Các nút L/R của nó là đầu tiên trong ngành công nghiệp và trở nên phổ biến kể từ đó.

### 2000–2011: GameCube, Wii, and DS

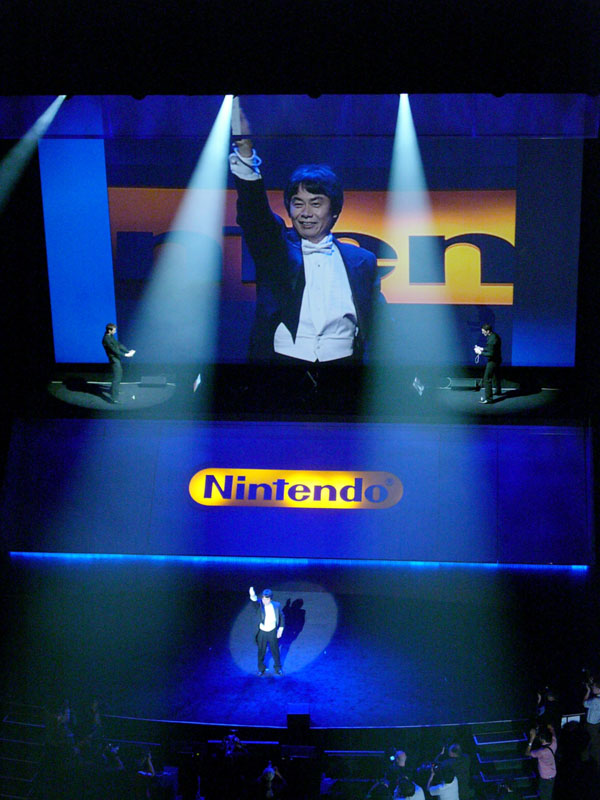
Miyamoto cầm Wii Remote tại E3 2006

## Sự nghiệp

### 2011–nay: Wii U, 3DS, Switch và những dự án khác

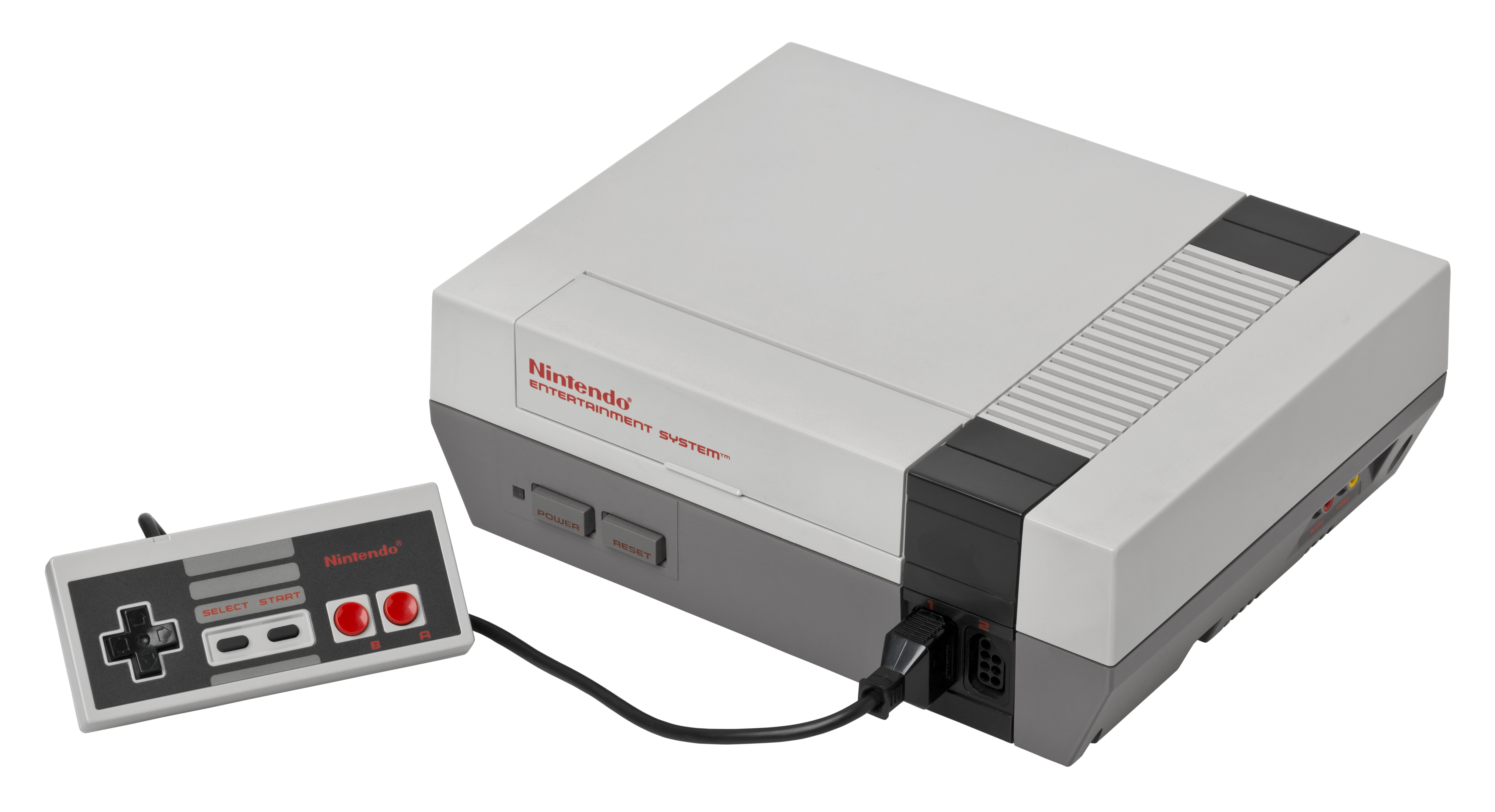
Super Mario Bros. của Miyamoto được đóng gói cùng với NES ở Mỹ. Trò chơi và hệ máy được ghi nhận là đã giúp đưa Bắc Mỹ thoát khỏi sự sụp đổ của ngành công nghiệp trò chơi điện tử năm 1983.

Không giống như những năm 2000 khi mà ông tham gia vào nhiều dự án với tư cách là nhà sản xuất, các hoạt động phát triển của Miyamoto sau đó bắt đầu ít hơn thấy rõ, Miyamoto chỉ sản xuất Luigi's Mansion: Dark Moon và Star Fox Zero trong thập kỷ đó. Mặt khác, Miyamoto được tín nhiệm là Giám đốc sản xuất, Giám đốc điều hành và Giám sát cho hầu hết các dự án, đây là những vị trí không cần tham gia nhiều như một nhà sản xuất.
Sau khi chủ tịch Nintendo là Iwata Satoru qua đời tháng 7 năm 2015, Miyamoto được bổ nhiệm làm quyền Giám đốc đại diện, cùng với Takeda Genyo. Ông thôi giữ chức vụ này vào tháng 9 năm 2015 khi Kimishima Tatsumi đảm nhận vai trò chủ tịch công ty. Ông cũng được bổ nhiệm vào vị trí "Ủy viên Sáng tạo" đồng thời cung cấp lời khuyên chuyên môn cho Kimishima như một "mạng lưới hỗ trợ" cùng với Takeda
Năm 2018, có thông báo cho rằng Miyamoto sẽ làm nhà sản xuất cho bộ phim Super Mario của hãngIllumination.
Miyamoto đã tham gia rất nhiều vào việc thiết kế và xây dựng Super Nintendo World, một khu vui chơi giải trí theo chủ đề đặc trưng tại Universal Studios Japan và đang xây dựng tại Universal Studios Hollywood và Universal's Epic Universe. Miyamoto đã giám sát việc thiết kế và xây dựng cũng như các điểm tham quan của nó và đóng vai trò là đại diện công khai của Nintendo, lưu trữ một số tài liệu quảng cáo bao gồm Nintendo Direct tháng 12 năm 2020, trong đó có đề cập việc ông đã đi tham quan một số phần trong khu đất.

### Ảnh hưởng đến ngành công nghiệp trò chơi điện tử

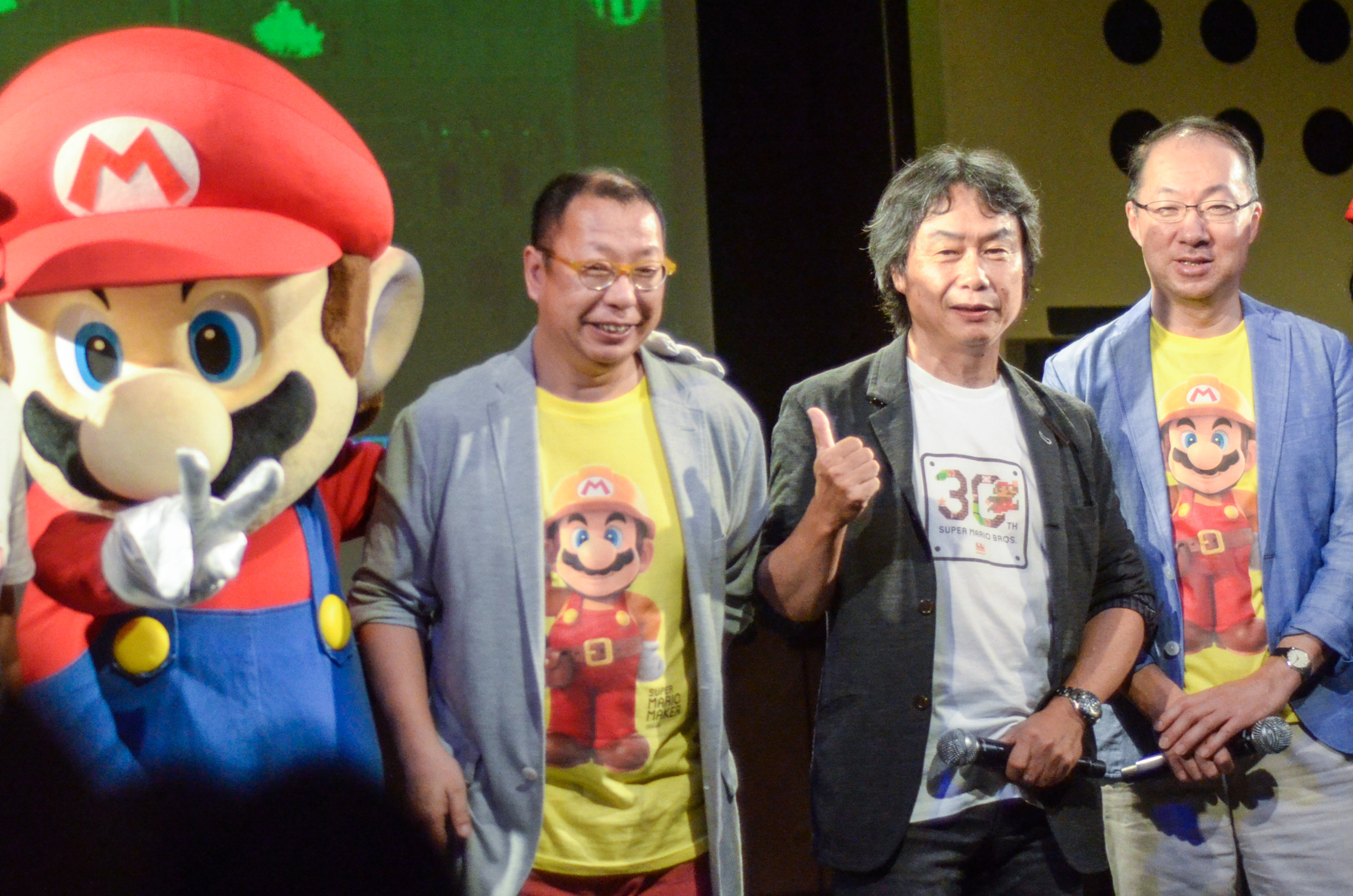
Tezuka Takashi, Miyamoto, và Kondo Koji năm 2015